# 维朗特鲁瓦-贝里地区法沃罗勒
维朗特鲁瓦-贝里地区法沃罗勒（法語：Villentrois-Faverolles-en-Berry，法語發音：[vilɑ̃tʁwa favʁɔl ɑ̃ beʁi]）是法国安德尔省的一个市镇，位于该省北部偏西，属于沙托鲁区。该市镇成立于2019年1月1日，由维朗特鲁瓦和贝里地区法沃罗勒两个市镇合并而成，其中维朗特鲁瓦为政府驻地。

## 地理
维朗特鲁瓦-贝里地区法沃罗勒（47°11'41"N, 1°27'48"E）面积73.79 平方千米，位于法国中央-卢瓦尔河谷大区安德尔省，该省份为法国中部省份，北起卢瓦-谢尔省，西北接安德尔-卢瓦尔省，西南接维埃纳省，南至克勒兹省和上维埃纳省，东临谢尔省。

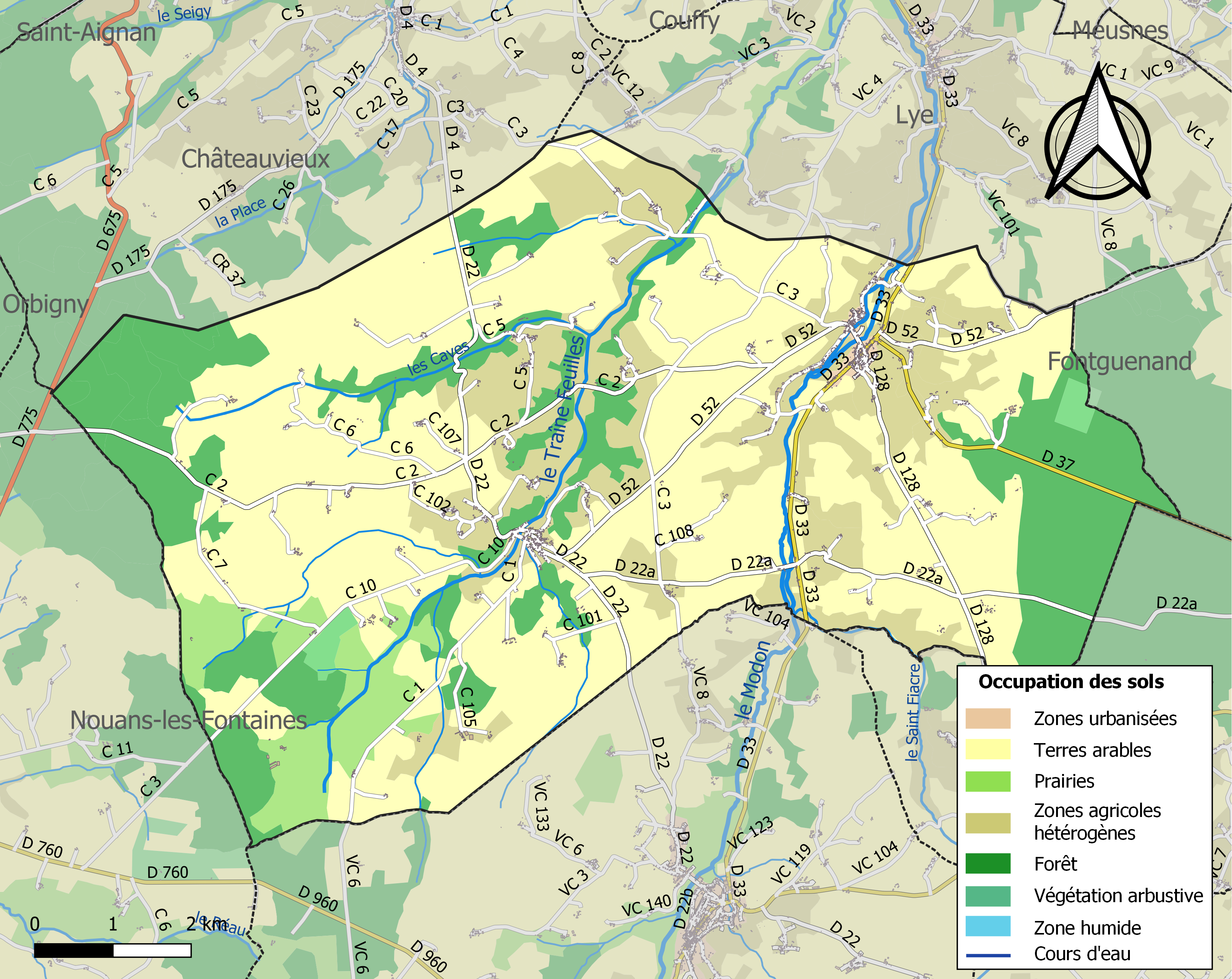
维朗特鲁瓦-贝里地区法沃罗勒的OSM定位图

与维朗特鲁瓦-贝里地区法沃罗勒接壤的市镇（或旧市镇、城区）包括：利村、沙托维约、努昂莱方丹、吕赛勒马勒、沃伊、瓦朗赛、丰格南。
维朗特鲁瓦-贝里地区法沃罗勒的时区为UTC+01:00、UTC+02:00（夏令时）。

## 行政
维朗特鲁瓦-贝里地区法沃罗勒的邮政编码为36600，INSEE市镇编码为36244。

## 政治
维朗特鲁瓦-贝里地区法沃罗勒所属的省级选区为瓦朗赛县。

## 人口
维朗特鲁瓦-贝里地区法沃罗勒于2022年1月1日时的人口数量为880人。